# Axel Bokeloh
Axel Bokeloh – niemiecki kolarz torowy, srebrny medalista mistrzostw świata.

## Kariera
Największy sukces w karierze Axel Bokeloh osiągnął w 1982 roku, kiedy wspólnie z Rolandem Güntherem, Gerhardem Strittmatterem i Michaelem Marxem wywalczył srebrny medal w drużynowym wyścigu na dochodzenie podczas mistrzostw świata w Leicester. Był to jedyny medal wywalczony przez Bokeloha na międzynarodowej imprezie tej rangi. Nigdy nie brał udziału w igrzyskach olimpijskich.